# 接合菌門
接合菌門（せつごうきんもん）は、菌界の中の分類群で、接合胞子嚢を形成するのを特徴としている。古くから認められた分類群ではあるが、現時点では解体されることが提案されている。従って、以下の記述はそれ以前の体系によるものである。

## 体制
もっとも身近に見られるのは、ケカビとクモノスカビである。いずれもカビとしては大柄で、太い菌糸からなり、基質中に菌糸をのばして栄養を摂取する。菌糸には隔壁がなく、多核体である。菌糸のあちこちから、細く分枝した仮根状菌糸をのばす。
基質上の菌糸体から生じて空中にのびた柄の先にふくらみが生じて、その内部が多数の胞子となる。これを胞子のうと呼び、胞子が成熟すると、外壁が破れて胞子のう胞子が散布される。
その他の接合菌では、菌糸体は多核体のものから、規則正しい隔壁を持つものまで様々である。ハエカビ目のものは菌糸体の発達が良くない。トリモチカビ目のものは、非常に細い菌糸を形成する。特に菌寄生のものは、相手菌糸内に吸器を侵入させる。
胞子のうの形にはいろいろあり、仲間によっては少数の胞子のみを含み、胞子のう全体が散布体として働く小胞子のう、細長い袋に1列に胞子が入り、胞子のう全体が節に分かれるようにして散布される分節胞子のうなどがある。小胞子のう内の胞子が一つだけのものでは、不完全菌の分生子との区別が難しい場合がある。また、ハエカビ目のものなどは分生子と考える見方もある。
アツギケカビ（エンドゴーン）目とグロムス目のものは、胞子のう胞子や厚膜胞子などを菌糸が包んで、肉眼的な大きさの球形の子実体を地下に生じる。

## 生活環
無性生殖は胞子嚢胞子などによる。胞子のう胞子は発芽して、菌糸体を形成する。
胞子嚢は菌糸の先端がふくらんで、内部が体細胞分裂によって細分されたもので、表面の胞子嚢壁が崩れるか割れることで胞子の分散が行われる。多くのものでは胞子嚢柄の形などに様々な特殊化が見られ、また、ごく少数の胞子を含んでそのまま分散体となる小胞子嚢や、内部に一列に並んだ胞子を含み、胞子一個ずつに折れて分散する分節胞子嚢など、特殊な形になった例もある。胞子一個だけを含むものは時に分生子と言われた。真性の分生子を持つ群もある。
有性生殖は、接合胞子のうが形成されることで行われる。ケカビの場合、好適な菌と出会った場所で、両者の菌糸が接近し、菌糸の先端がふくらみ、その両者が接合して、中間に球形の接合胞子のうが作られる。接合胞子のうは成熟すると黒っぽくなり、堅くでこぼこした壁を持つが、その内部には1つの接合胞子を含む。
減数分裂は、接合胞子の中で行われる。接合胞子は発芽すると、直接に胞子のう柄をのばし、胞子のう胞子を形成する。菌糸体は単相で、世代交代はない。
なお、多くの種では、互いに接合できる株が決まっていて、通常＋－と表現されるが、符号が同じもの同士では接合できない。これを自家不和合性 (Heterothallic) という。自家和合性 (Homothallic) のものでは、同一株内でも接合胞子が形成される。
なお、接合胞子のう形成に際して、ケカビの場合には平行した2本の菌糸から、互いに配偶子のうをのばして接合するため、全体としてはH字型になる。これに対し、コウガイケカビやトリモチカビ目では両菌糸がいったん接触を持ち、それから配偶子のうが一度離れて再び接触をとる形になって、そこに接合子のうができる。全体としてはやっとこで接合子のうを挟んだような形になる。キクセラ目やハエカビ目では通常の菌糸が接合して、接合部の側面に出芽する形で、接合胞子のうが形成される。
また、ケカビでは配偶子のうに性的な分化が見られないが、ツガイケカビ（Zygorhynchus)などでは大小の分化を生じている。

## 分類
伝統的にはケカビのような菌類を中心に立てられた門である。後にトリコミケス類がこれに含められた。2000年代までは、以下の二綱を含む体系が取られた。
- 接合菌綱：2000年代初頭において約1000種ほどが知られる。様々な群を含むが、菌糸を形成する糸状菌的な形態のものである。以下の目が認められる。
  - ケカビ目：ケカビ・クモノスカビ
  - トリモチカビ目
  - キクセラ目
  - ディマルガリス目
  - ハエカビ目
  - アツギケカビ目
  - グロムス目
- トリコミケス綱：すべてが単純な形の菌体を持ち、昆虫などの小動物の消化管内などに附着。寄生であるかどうかは不明。4目がある。
  - ハルペラ目:菌体の先端部分が単細胞に分かれた後、各細胞の側面にやや細長い細胞が出芽するようにして胞子を形成する。
  - アセラリア目:菌体先端部分から出た枝が単細胞に分断されて胞子となる、分節胞子を形成する。
  - エクリナ目:菌体内部が胞子に分かれ、胞子嚢となる。
  - アメビディウム目:通常は菌体内部全部が胞子に分かれる胞子嚢胞子で繁殖する場合と、菌体内部が分断されて形成されるアメーバ状細胞による場合とがある。

## 生息環境
接合菌綱
ケカビ類（ケカビ目とその周辺のもの）は、多くは有機物を分解して生活する腐生菌である。成長が早く、糖分など分解しやすい成分を主に利用する。腐敗物や排泄物の分解過程や糞生菌の遷移では、初期に出現する場合が多い。地上の土壌中には広く生息する。動物の糞からも興味深い種が多数知られている。また、植物に被害を与えるものもある。
また、ハエカビ、トリモチカビの仲間には、昆虫や小動物、菌類に寄生するものが多い。特異なものとしては、土壌中に菌糸を広げ、その表面で線虫やワムシをとらえて栄養を吸収する生活をするものも知られている。線虫を捕らえるものは、線虫捕食菌とよばれる。
エンドゴーン（アツギケカビとも）、グロムス（最近は Glomeromycota門として独立させることが多い）の仲間は、多くの陸上植物の根に菌根を形成して、共生関係にあり、植物の生長に重要な役割を持っていると考えられている。
トリコミケス綱
この綱に属する菌は、すべてが、昆虫や多足類などの節足動物の腸内に生活している。その体は紐状など、単純な形の菌糸体のものが多く、その端で腸壁に着くようになっている。寄生しているのかどうかなど、詳細は判明していないことが多い。

## 利用
一部の菌が発酵食品に用いられる。紹興酒の麹には普通コウジカビを使わず接合菌類（クモノスカビ（Rhizopus） 属、ケカビ（Mucor） 属）を使う。またテンペ（インドネシアの納豆風の食品）もRhizopus oligosporus で発酵させる。Rhizomucor miehei からはチーズ製造に用いるレンニンが得られる。

## その解体
2007年、英国菌学会報に提案された菌類全体の分類体系の見直し
では、接合菌門そのものが認められていない。これは、ここに含まれていた個々の群が、それぞれに独立性が強い上に、それらの間の類縁関係が確定できない、との判断によっている。そのために、それらは門を指定しないままに亜門としてある。おおよそは以下のようなものである。
- グロムス目のものは昇格させてグロムス門とする。
- 接合菌綱のそれ以外のものは四つの亜門に。詳細は接合菌綱を参照。
- トリコミケス綱のうち、ハルペラ目とアセラリア目は接合菌綱のキックセラ目などとともにキックセラ亜門に。それ以外のアメビディウム目とエクリナ目はメソミケトゾアに含まれるものとして、菌界から切り離された。

その後も検討は続き、情報が集まるにつれてその系統関係も次第にはっきりしてきた結果、2023年時点ではケカビ亜目、クサレケカビ亜目、グロムス亜目をケカビ門 Mucoromycota に、トリモチカビ亜門、ハエカビ亜門、キックセラ亜門をトリモチカビ門 Zoopagomycota に纏める説が定着しつつある。ただし、2011年現在においても専門分野でこの名(Zygomycota)が使われている事例もあり、今後もしばらくは見るものと思われる。